# روت أديلي 2016
روت أديلي 2016 (بالفرنسية: Route Adélie de Vitré 2016 )‏ هو سباق دراجات هوائية، وهو الموسم رقم 21 من نفس السباق، وأقيم في 1 أبريل 2016، وامتدّ لمسافة 197.8 كيلومتر، وهو أحد سباقات طواف أوروبا للدراجات 2016، وقد شارك في السباق 127 متسابقاً ووصل إلى نهايته 101 متسابقاً.
فاز فيه بالمركز الأول بريان كوكار، وبالمركز الثاني كليمان فنتوريني، وبالمركز الثالث سامويل دومولين.

## الفرق
| فرق عالمية (2)- AG2R La Mondiale - FDJ فرق قارية محترفة (7)- أندروني جوكاتولي-سيدرمك 2016 ‏ - Cofidis, Solutions Crédits - ديلكو ‏ - Direct Énergie - دراباك 2016 ‏ - Fortuneo-Vital Concept - Akros–Excelsior–Thömus ‏ فرق قارية (8)- أرمي دي تير 2016 ‏ - Team Bridgestone Cycling ‏ - Team Differdange–Geba ‏ - موسم يوسكادي مورياس 2016 ‏ - إتش بي بي تي بي – أوبير 93 ‏ - فريق مانزانا بوستوبون 2016 ‏ - فورارلبرغ 2016 ‏ - بنجوال باوليز ساوكس دبليو بي ‏ |  |
| |  |

## التصنيف العام النهائي
| \| التصنيف العام \| التصنيف العام \| التصنيف العام \| التصنيف العام \| التصنيف العام \| \| العداء \| العداء \| الفريق \| الوقت \| \| \| ------------- \| --------------- \| -------------------------- \| ------------- \| ------------- \| \| 1 \| بريان كوكار \| Direct Énergie \| \| \| \| 2 \| كليمان فنتوريني \| Cofidis, Solutions Crédits \| \| \| \| 3 \| سامويل دومولين \| AG2R La Mondiale \| \| \| |                 |                            |       |  |
| |                 |                            |       |  |
| مصادر: ProCyclingStats Cycling Quotient Cycling Archives |                 |                            |       |  |
| التصنيف العام |                 |                            |       |  |
| العداء | العداء          | الفريق                     | الوقت |  |
| 1 | بريان كوكار     | Direct Énergie             |       |  |
| 2 | كليمان فنتوريني | Cofidis, Solutions Crédits |       |  |
| 3 | سامويل دومولين  | AG2R La Mondiale           |       |  |

## وصلات خارجية
- الموقع الرسمي
- روت أديلي 2016 على موقع إحصائيات الدراجات الإحترافية (الإنجليزية)